# Onciale 0237
- Papyrus
- Onciale
- Minuscules
- Lectionnaire

Le Codex 0237 (dans la numérotation Gregory-Aland), est un manuscrit du Nouveau Testament sur parchemin écrit en écriture grecque onciale.

## Description
Le codex se compose d'une folio. Il est écrit en deux colonnes par page, de 23 lignes par colonne. Les dimensions du manuscrit sont 23 x 18 cm,. Les paléographes datent ce manuscrit du VIe siècle.
C'est un manuscrit contenant le texte de l'Évangile selon Matthieu (15,12-15.17-19).
Le texte du codex représenté type mixte. Kurt Aland le classe en Catégorie III.
Le manuscrit a été examiné par Karl Wessely.
Lieu de conservation
Il est conservé à la Bibliothèque nationale autrichienne (Pap. K. 8023) à Vienne,.